# São Pedro da Afurada
A Freguesia de São Pedro da Afurada é uma antiga freguesia portuguesa do município de Vila Nova de Gaia, com 1,00 km² de área e 3568 habitantes (2011), e, por isso, uma densidade populacional de 3568 hab/km². 
A partir de 29 de Setembro de 2014, São Pedro da Afurada passou a fazer parte integrante da União de Freguesias de Santa Marinha e São Pedro da Afurada.
Ficava na margem esquerda (sul) do rio Douro; na margem direita do rio Douro (lado norte) localiza-se a cidade do Porto.  
São Pedro da Afurada era uma das três antigas freguesias urbanas da cidade de V.ª N.ª de Gaia, juntamente com Mafamude e Santa Marinha. 
É uma localidade bastante ligada à tradição piscatória. 
O seu santo padroeiro é o São Pedro. A sua festa principal é o São Pedro da Afurada.

## População
| População da Freguesia de São Pedro da Afurada | População da Freguesia de São Pedro da Afurada | População da Freguesia de São Pedro da Afurada | População da Freguesia de São Pedro da Afurada | População da Freguesia de São Pedro da Afurada | População da Freguesia de São Pedro da Afurada | População da Freguesia de São Pedro da Afurada | População da Freguesia de São Pedro da Afurada | População da Freguesia de São Pedro da Afurada | População da Freguesia de São Pedro da Afurada | População da Freguesia de São Pedro da Afurada | População da Freguesia de São Pedro da Afurada | População da Freguesia de São Pedro da Afurada | População da Freguesia de São Pedro da Afurada | População da Freguesia de São Pedro da Afurada |
| ---------------------------------------------- | ---------------------------------------------- | ---------------------------------------------- | ---------------------------------------------- | ---------------------------------------------- | ---------------------------------------------- | ---------------------------------------------- | ---------------------------------------------- | ---------------------------------------------- | ---------------------------------------------- | ---------------------------------------------- | ---------------------------------------------- | ---------------------------------------------- | ---------------------------------------------- | ---------------------------------------------- |
| 1864                                           | 1878                                           | 1890                                           | 1900                                           | 1911                                           | 1920                                           | 1930                                           | 1940                                           | 1950                                           | 1960                                           | 1970                                           | 1981                                           | 1991                                           | 2001                                           | 2011                                           |
|                                                |                                                |                                                |                                                |                                                |                                                |                                                |                                                |                                                | 3 573                                          | 3 816                                          | 3 430                                          | 3 616                                          | 3 442                                          | 3 568                                          |

Criada pelo decreto lei nº 38.637, de 09/02/1952, com a povoação de Afurada, que foi desanexada da freguesia de Santa Marinha
| Distribuição da População por Grupos Etários | Distribuição da População por Grupos Etários | Distribuição da População por Grupos Etários | Distribuição da População por Grupos Etários | Distribuição da População por Grupos Etários | Distribuição da População por Grupos Etários | Distribuição da População por Grupos Etários | Distribuição da População por Grupos Etários | Distribuição da População por Grupos Etários | Distribuição da População por Grupos Etários |
| -------------------------------------------- | -------------------------------------------- | -------------------------------------------- | -------------------------------------------- | -------------------------------------------- | -------------------------------------------- | -------------------------------------------- | -------------------------------------------- | -------------------------------------------- | -------------------------------------------- |
| Ano                                          | 0-14 Anos                                    | 15-24 Anos                                   | 25-64 Anos                                   | > 65 Anos                                    |                                              | 0-14 Anos                                    | 15-24 Anos                                   | 25-64 Anos                                   | > 65 Anos                                    |
| 2001                                         | 636                                          | 458                                          | 2 008                                        | 340                                          |                                              | 18,5%                                        | 13,3%                                        | 58,3%                                        | 9,9%                                         |
| 2011                                         | 496                                          | 385                                          | 2 240                                        | 447                                          |                                              | 13,9%                                        | 10,8%                                        | 62,8%                                        | 12,5%                                        |

Média do País no censo de 2001:  0/14 Anos-16,0%; 15/24 Anos-14,3%; 25/64 Anos-53,4%; 65 e mais Anos-16,4%
Média do País no censo de 2011:   0/14 Anos-14,9%; 15/24 Anos-10,9%; 25/64 Anos-55,2%; 65 e mais Anos-19,0%

## Festa de São Pedro
Gente de grande devoção, todos os anos os pescadores prestam a devida homenagem ao santo, com toda a pompa e circunstância onde, para além das cerimónias religiosas, não falta a tradicional sardinha assada, com a típica Broa de Avintes e o fogo de artifício. Esta festa atinge o seu auge aquando da saída da procissão, cujos andores transportam imagens de santos e santas, sendo alguns de tamanho natural, seguidos pelos seus fiéis trajados com as tradicionais vestes das gentes da pesca.
À passagem defronte ao Rio Douro, procede-se à bênção dos barcos, acompanhada pelo toque das sirenes e morteiros. 
Durante as Festas de São Pedro da Afurada, são colocadas na Praça de São Pedro as imagens da N.ª Sr.ª de Fátima, N.ª Sr.ª do Carmo (padroeira dos homens do mar) e de São Miguel Arcanjo. A imagem de São Pedro (padroeiro dos pescadores) é permanente neste local, pois aqui existia a antiga Igreja da Afurada, cuja fotografia está patente no restaurante "A Casa do Pescador", mesmo ao lado deste largo. Essa igreja foi destruída pelas enchentes do Douro.
Data: 29 de junho e 1.º domingo de julho; Local: Freguesia de São Pedro da Afurada

## Escolas
- EB1/JI da Afurada de Baixo
- EB1/JI da Afurada de Cima